# Parergon

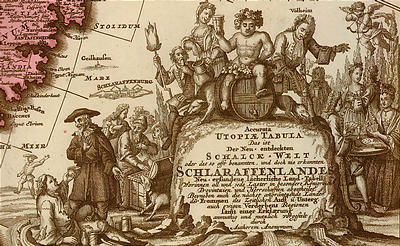
Parergon na Homannově mapě země Schlaraffů, 1730

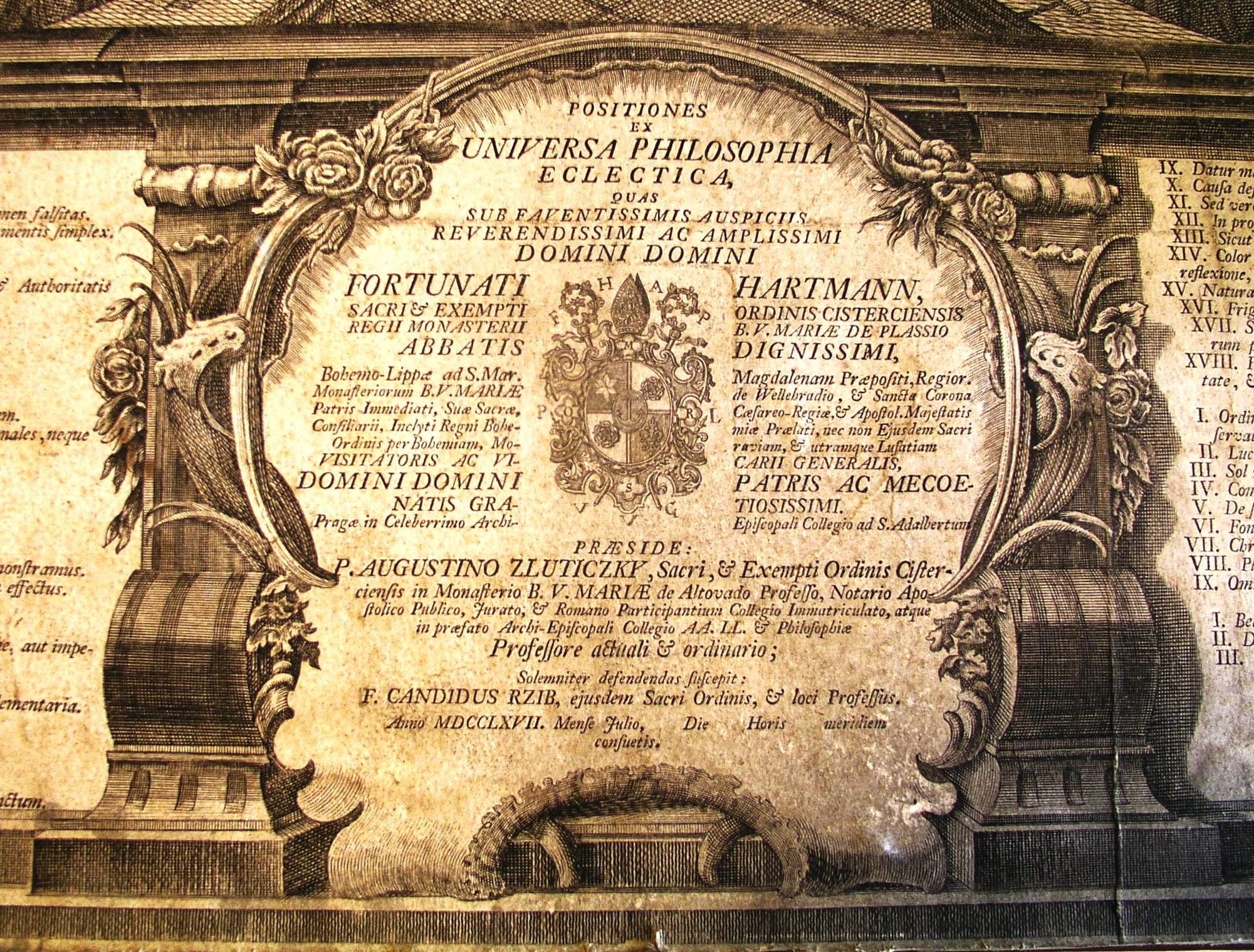
Parergon univerzitní teze Fortunata Hartmanna, Praha 1767

Parergon (z řeckého πάρεργον parergon – doplněk, přídavek) je většinou obrazová či grafická výzdoba, nebo název a text s vysvětlivkami (legendou), umísťované v rámečku, nejčastěji dole v rohu starých map nebo dole uprostřed tisků univerzitních tezí.
jiné významy
- Parergon může znamenat také komentář na okraj spisu, obdobný jako paralipomena.
- Parergon může být dodatek nebo přídavek, například Richard Strauss napsal Parergon zur Sinfonia Domestica Op. 73.